# 張美人 (宋仁宗)
張美人（ちょうびじん、生年不詳 - 天聖6年9月27日（1028年10月17日））は、北宋の第4代皇帝仁宗の美人（側室）。皇后を追贈されたが、同じく張姓の温成皇后とは別人である。

## 経歴
貝州清河県の人。上将軍の張美の子の張守瑛の義理の孫娘にあたる。天聖初、郭氏とともに選抜され後宮に入った。仁宗は張氏を寵愛しており、皇后に立てたいと望んだが、皇太后劉氏が反対したため沙汰やみとなった。天聖2年（1024年）11月、皇太后の意のままに郭氏が皇后に立てられた。
2年後の天聖4年（1026年）4月、張氏は正五品才人となった。天聖6年9月癸丑（1028年10月12日）、正四品美人の位に進められて、その時にはもう病気になり、5日後（10月17日、霜降）に死去した。
明道2年（1033年）、皇太后劉氏が崩じた後、仁宗は初めて自身の実母が李宸妃であったことを知り、深く悼んだ。同年11月、張美人は皇后を追贈されたが、諡を賜ることと宗廟に祀ることはなかった。

## 伝記資料
- 『皇宋十朝綱要』
- 『故美人張氏特追冊為皇后制』